# 北朝鮮における売春
北朝鮮における売春（きたちょうせんにおけるばいしゅん）とは、朝鮮民主主義人民共和国（北朝鮮）の国内における売春の状況である。公式には、高度な監視により、北朝鮮における売春は違法で政府によれば売春は存在しない。しかしそれでも目立たずに行われている。

## 花売り娘
基本的に北朝鮮では外国人による自由旅行が認められていないため、北朝鮮住民のみが対象になるが、平壌などの都市部では「花を買わない?」と持ちかけて売春を行う花売り娘と呼ばれる売春婦がいるといわれている。

## 国家売春
北朝鮮では政府による強制売春が行われている。売春婦は「満足組」と呼ばれ「喜び組」の一組織である。「喜び組」とは14歳から20歳までの処女の中から選抜され、約20カ月間の訓練を受けた者で、25歳になると金正日や政府高官の警備担当者と結婚させられることが多い。「喜び組」に選抜されると党幹部の娘であっても拒否することはできない。「満足組」は労働党の男性高級幹部相手に性行為をさせられる。一般の北朝鮮男性が「満足組」の奉仕を受けることはない。売春は成人女性のみなのか、児童買春も行われているのかは不明。「喜び組」の全員が売春をするわけではなく、マッサージに従事する者、半裸で歌舞を演じる者もいる。

## 外国人による売春
金剛山観光地区では多くの中国人女性が売春婦として働いている。中国人売春婦の客は韓国人観光客であることも多い。
また、1982年7月、初めて北朝鮮へ渡り、のちに金正日専属の料理人となる藤本健二は、最初に料理人を務めることになる平壌の「安山館」のカラオケバーで日本人マスターとママ、タイ人ホステス7人を目撃した。話を聞くとタイで「日本に仕事がある」と騙されて拉致されてきた女性たちであった。藤本によれば、契約料月額1,500ドルで彼女たちに売春をさせ、その稼ぎをすべて彼女たちのものとした。タイの女性たちは「私たちは、もうどうにもならない」と諦め顔であったという。しかし、その後藤本を北朝鮮に斡旋した貿易会社の社長が平壌を訪れ、女性に売春させるような店なら自分はもう従業員を紹介しないと宣告すると、ここでの売春は停止されたという。

## 中国北部への脱北女性
貧困と厳しい環境から逃げ出そうとして中国での性的搾取の被害者となる北朝鮮人女性が増えている。人権団体によると、10万人以上の女性が北朝鮮から中華人民共和国(中国)へ脱出したと報告されている。彼女らの多くは強制的な性的奴隷となっている。
2005年以降の情報筋によれば「中国においての脱北者の60 - 70 %が女性で、そのうち70 - 80 %が人身売買の被害者である。暴力的な虐待は国境近くのアパートで始まり、その後女性たちは性奴隷として遠くの都市に移動させられる。中国当局が彼女ら北朝鮮人性奴隷を逮捕すると、本国に送還する。北朝鮮当局は彼女らを収容所に確保する(または処刑する)。彼女らの中国人との間の子供は「北朝鮮の純血を維持するために」全員処刑されるか、強制的に堕胎される。